# Гунді
Гу́нді (Ctenodactylus) — рід родини Гундієві, ряду Гризуни. Родова назва, як і роду туко-туко (Ctenomys) натякає на наявність гребенеподібної щетини на пальцях задніх лап. Ctenodactylus нагадує зовні Pectinator, але відрізняється тим, що хвіст в нього коротший, ніж задні стопи. Самиці мають дві пари молочних залоз.

## Класифікація
- Рід Гунді (Ctenodactylus)
  - Вид Гунді північноафриканський (Ctenodactylus gundi)
  - Вид Гунді Вала (Ctenodactylus vali)

## Опис
Довжина голови й тіла: 160—208 мм, довжина хвоста близько 10—25 мм, середня вага 174 грами для гунді Вала й 289 грамів для гунді північноафриканського. Колір хутра зверху буро-жовтий, низ блідий.